# Cantonul Marquise
Cantonul Marquise este un canton din arondismentul Boulogne-sur-Mer, departamentul Pas-de-Calais, regiunea Nord-Pas-de-Calais, Franța.

## Comune
- Ambleteuse (Ambeltuwe)
- Audembert (Hondsberg)
- Audinghen (Oudingem)
- Audresselles (Oderzele)
- Bazinghen (Bazingem)
- Beuvrequen (Beuverken)
- Ferques
- Hervelinghen (Helvetingen)
- Landrethun-le-Nord (Landerten)
- Leubringhen
- Leulinghen-Bernes (Leulingen)
- Maninghen-Henne
- Marquise (Markijze) (reședință)
- Offrethun
- Rety (Reetseke)
- Rinxent (Erningsem)
- Saint-Inglevert (Santingeveld)
- Tardinghen (Terdingem)
- Wacquinghen
- Wierre-Effroy
- Wissant (Witzand)